# Eupithecia streptozona
Eupithecia streptozona là một loài bướm đêm trong họ Geometridae.